# 希呂茨貝格山
47°14′22″N 9°24′56″E / 47.23944°N 9.41556°E

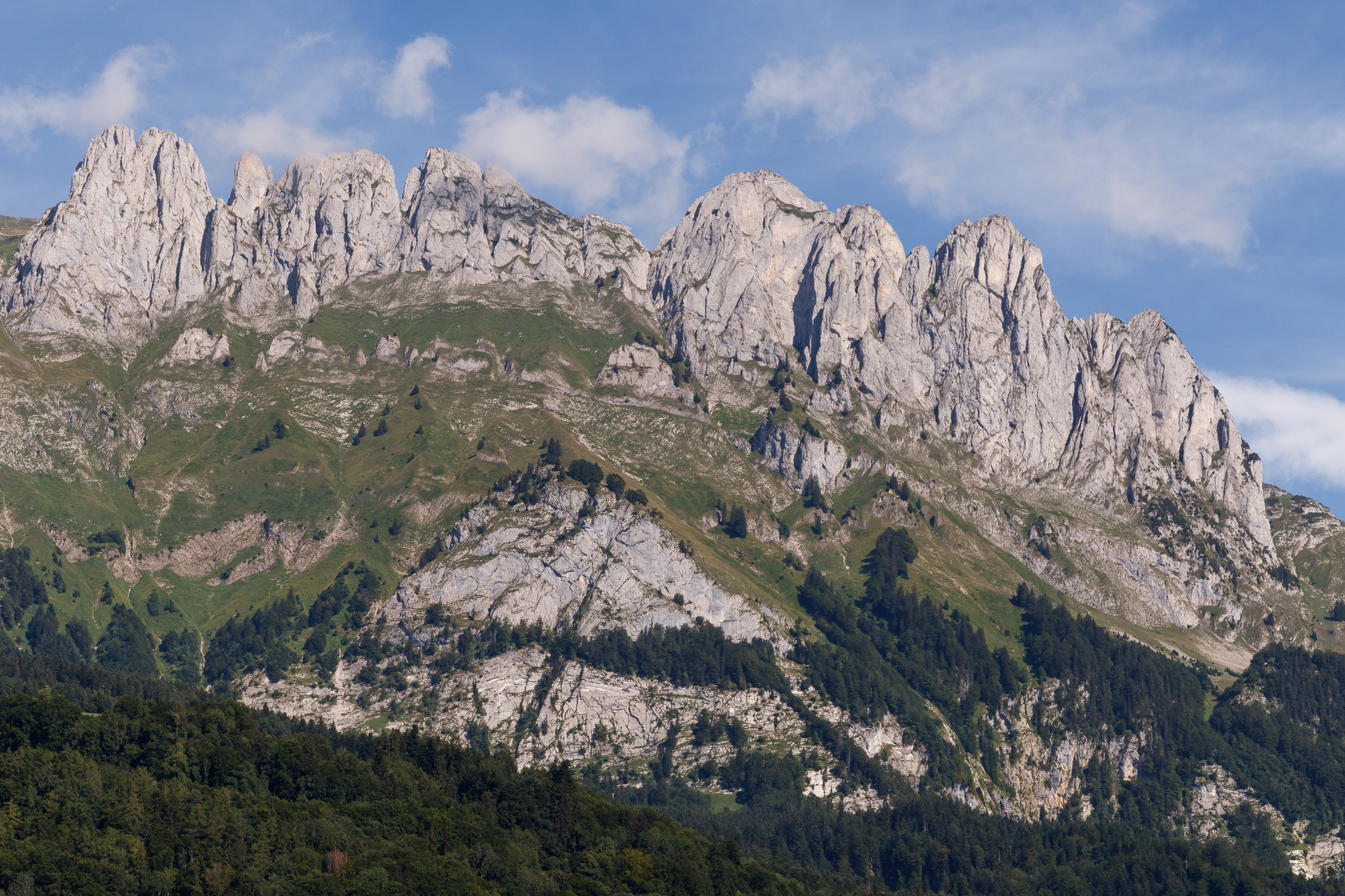

希呂茨貝格山（德語：Chrüzberg），是瑞士的山峰，位於該國東北部，由聖加侖州負責管轄，屬於阿彭策爾阿爾卑斯山脈的一部分，海拔高度2,065米，人類在1893年11月9日首次登頂。